# هکتور کاماچو
هکتور کاماچو (اسپانیایی: Héctor Camacho‎; ۲۴ مهٔ ۱۹۶۲ – ۲۴ نوامبر ۲۰۱۲) بوکسور اهل پورتوریکو بود.